# Гейдаров, Кямаледдин Фаттах оглы
Кямаледдин Фаттах оглы Гейдаров (азерб. Kəmaləddin Fəttah oğlu Heydərov; род. 15 июля 1961, Чешмабасар, Нахичеванская АССР) — азербайджанский государственный деятель. Министр чрезвычайных ситуаций и гражданской обороны Азербайджана. Президент Федерации тхэквондо и федерации бокса Азербайджана, вице-президент Всемирной федерации тхэквондо. Генерал-полковник.

## Биография
Кямаледдин Гейдаров родился 15 июля 1961 года в селе Чешмябасар близ города Нахичевань. В 1978 году окончил среднюю школу № 1 города Нахичевань. В 1984 году окончил Бакинский государственный университет по специальности «геологическая разведка». Второе высшее образование получил в Университете «Азербайджан» по специальности «международное право».
Трудовую деятельность начал в управлении геологической разведки организации «КаспМорНефтьГаз» техником, затем геологом. Некоторое время работал преподавателем в одной из средних школ Нахичевани.
В 1992 году уехал в Узбекистан где открыл несколько компаний.
Отец, Фаттах Гейдаров, занимал различные посты в администрации Нахичеванской Автономной Республики.
Председатель Государственного Таможенного Комитета Азербайджана (17 января 1995  — 6 февраля 2006).
За период его управления была создана система тотального контроля над импортом и экспортом.
Жалобы большинства предпринимателей Азербайджана на коррупционную работу комитета, привели к ослаблению режима ввоза продуктов. По информации из депеш посольства США в Азербайджане, обнародованной на сайте WikiLeaks, Гейдаров стоял во главе монополизации экономики Азербайджана.
6 февраля 2006 года назначен министром чрезвычайных ситуаций и гражданской обороны Азербайджана во вновь созданном министерстве.
За последующие несколько лет МЧС Азербайджана удалось расширить свою деятельность и укрепить материально-техническую базу. В составе министерства действуют службы гражданской обороны, пожарной охраны, обеспечения безопасности работ в промышленности и горнорудного контроля, материальных ресурсов, спасания на водах, аварийного спасения в бассейне Каспия, спецкомбинат «Изотоп» и другие структуры ведомства.
Президент Федерации тхэквондо Азербайджана (с 1999 года).
Президент Федерации бокса Азербайджана (23 января 2009 — 30 декабря 2021).
Вице-президент Всемирной федерации тхэквондо (с 14 октября 2009).
В переписке между посольством США в Азербайджане и Вашингтоном Кямаледдин Гейдаров был назван самым влиятельным олигархом Азербайджанf. В отчёте посольства США отмечалось, что семья Гейдарова контролирует различные сферы бизнеса от производства соков до продажи недвижимости и является второй по влиятельности семьёй в стране после семьи Пашаевых. По официальным данным, к 2014 году группа компаний «Гилан Холдинг», представляющая бизнес-интересы семейства министра по чрезвычайным ситуациям Кямаледдина Гейдарова, объединяла около 300 предприятий, на которых работало более 12 тыс. человек.

### Творческая деятельность
Композитор, создатель нескольких произведений, которые исполняют популярные в Азербайджане певцы. Свои произведения подписывает псевдонимом «Камал».
Автор нескольких популярных песен. Одна из самых известных «Беспокоюсь» в исполнении узбекской певицы Насибы Абдуллаевой.
В 2009 году выпустил альбом состоящий из четырёх дисков, в котором автором слов двух песен является Лейла Алиева, остальных — Баба Везироглу. Песни исполнялись Флорой Керимовой, Алимом Гасымовым, Ильхамой Гулиевой, Айгюн Кязымовой, Зульфией Ханбабаевой, Ильгаром Мурадовым, Айгюн Бейляр и Роей.

## Награды
- Почётная медаль «Лонйай Менйгерт» Таможенной службы Венгрии — 2005 год — за развитие сотрудничества между таможенными службами Венгрии и Азербайджана, а также деятельность, связанную с организацией в Баку конференции ВТО[13].
- Медаль «За исключительный вклад» Министерства внутренних дел Франции — 2006 год[14].
- Орден «Азербайджанское знамя» — 15 декабря 2008 года — за особые заслуги в организации работы в области защиты населения от чрезвычайных ситуаций[15][16].
- Медаль «XX лет МЧС России» — 16 декабря 2010 года — за многолетнее и плодотворное сотрудничество в области защиты населения и территорий от чрезвычайных ситуаций, снижения рисков и смягчения последствий стихийных бедствий[17].
- Орден «Слава» — 14 июля 2011 года — за плодотворную деятельность на государственной службе в Азербайджанской Республике[18][19].
- Медаль «20 лет независимости Республики Казахстан» — 2011 год, Казахстан[20].
- Медаль «Командор» первой степени Международной организации гражданской обороны — 2013 год[21].
- Орден «За службу Отечеству» 2-й степени — 29 июня 2015 года — за высокие достижения на I Европейских играх и большие заслуги в развитии спорта в Азербайджане[22].
- Орден «За службу Отечеству» 1-й степени — 14 июля 2021 года — за многолетнюю плодотворную деятельность в органах по чрезвычайным ситуациям в Азербайджанской Республике[23].